# Bring The Family
Albums de John Hiatt
Warming Up to the Ice Age
(1985) Slow Turning
(1988)
Singles
1. Thank You Girl
Sortie : 1987
2. Have a Little Faith in Me
Sortie : 1987

Bring the Family est le huitième album de l'auteur-compositeur-interprète et musicien américain John Hiatt. Il est sorti le 29 mai 1987 sur le label A&M Records.

## Historique
En 1987, John Hiatt est un homme nouveau, débarrassé de son addiction à l'alcool et à nouveau amoureux, il a écrit quelques nouvelles chansons. Mais il a brulé beaucoup de ses chances avec l'industrie musicale américaine et se retrouve sans label. C'est un label anglais, Demon Records, qui va lui proposer d'enregistrer ses nouvelles compositions. Il lui faut aussi des musiciens, Ry Cooder et Jim Keltner sont pressentis et donnent immédiatement leur accord, Nick Lowe, avec qui Hiatt a déjà travaillé en 1983 sur l'album Riding with the King est plus dur à joindre, mais arrivera à Los Angeles à temps pour l'enregistrement de la première chanson, Memphis in the Meantime.
En janvier 1987, John Hiatt avait joué quelques-unes de ses nouvelles chansons au McCabe's Guitar shop à Santa Monica et John Chelew, le responsable musical de l'endroit lui proposa de produire son nouvel album. L'album fut enregistré en quatre jours, les 17, 18, 19 et 20 février 1987 aux studios Ocean Way Recording. Cooder et Keltner avaient entendu les nouveaux titres seulement deux jours avant d'entrer en studios, Lowe les découvris en entrant en studio. Il n'y eut pas de répétitions, Hiatt joua ses chansons avec une guitare acoustique à ses compagnons, le groupe les joua ensuite une paire de fois puis les enregistra. Hiatt dira plus tard que cet album est celui qui le représente le plus qu'il n'a jamais enregistré.
L'album aura d'excellentes critiques et sera le premier de John Hiatt à entrer dans les charts américains du Billboard 200 où il se classa à la 107e place. Il se classa aussi à la 53e place des 100 meilleurs albums des années 1980, classement fait par le magazine Rolling Stone.
Thank You Girl fut le premier single de John Hiatt à se classer dans les charts du Billboard (27e dans le chart Mainstream Rock Tracks). Have a Little Faith in Me eut un petit succès aux Pays-Bas.

## Liste des titres
- Tous les titres sont signés par John Hiatt.

Face 1
1. Memphis In the Meantime - 4:00
2. Alone In the Dark - 4:46
3. Thing Called Love - 4:13
4. Lipstick Sunset - 4:12
5. Have a Little Faith in Me - 4:03

Face 2
1. Thank You Girl - 4:11
2. Tip of My Tongue - 5:53
3. Your Dad Did - 4:01
4. Stood Up - 5:57
5. Learning How to Love You - 4:08

## Musiciens
- John Hiatt: chant, guitare acoustique, piano sur Have a Little Faith in Me

avec
- Ry Cooder: guitare électrique et slide, sitar sur Your Dad Did, chœurs sur Thing Called Love
- Jim Keltner: batterie, percussion
- Nick Lowe: basse, chœurs sur Learning How to Love You

## Charts
Charts album
| Pays             | Durée du classement | Meilleur classement |
| ---------------- | ------------------- | ------------------- |
| États-Unis       | 17 semaines         | 107e                |
| Canada           | 9 semaines          | 85e                 |
| Nouvelle-Zélande | 10 semaines         | 21e                 |
| Pays-Bas         | 16 semaines         | 35e                 |
| Suède            | 6 semaines          | 14e                 |

Charts singles
| Pays                   | Titre                     | Durée du classement | Meilleur classement |
| ---------------------- | ------------------------- | ------------------- | ------------------- |
| Mainstream Rock Tracks | Thank You Girl            | 8 semaines          | 27e                 |
| (V) Ultratop           | Have a Little Faith in Me | 2 semaines          | 29e                 |
| Mega Top 50            | Have a Little Faith in Me | 13 semaines         | 14e                 |